# Monastero delle Clarisse Cappuccine di Gesù, Giuseppe e Maria
Il monastero delle Clarisse Cappuccine di Gesù, Giuseppe e Maria è un edificio sacro di Firenze, situato in via di Santa Marta, sulla collina di Montughi.

## Storia e descrizione

### Le Cappuccine
Le Cappuccine di Firenze ebbero come primi protettori i coniugi Antonfrancesco e Francesca Boddi, signori fiorentini. La loro prima sede fiorentina fu l'ex-spedale di Sant'Onofrio dei Tintori in via dei Malcontenti dal 1725, che fu reintitolato alla Sacra Famiglia. Il monastero fu supportato dalla granduchessa Violante Beatrice di Baviera e da famiglie importanti come i Pucci, i Ginori, quindi i Frescobaldi, i Gerini, i Rinuccini, i Ridolfi, i Del Nero Torrigiani, i Martelli, gli Antinori, i Capponi. Le religiose, nel tempo, divennero trentatré, numero che ricordava gli anni vissuti da Gesù Cristo sulla terra. Nel 1810 il monastero fu requisito dai francesi e le religiose trasferite nell'abbandonato convento di Ognissanti. 
Nel 1815 le suore poterono tornare nella loro sede, ma nel 1866, con la legge soppressiva del regno d'Italia, il monastero divenne proprietà del regio demanio e le religiose dovettero trasferirsi nel 1880 (vi fu allora creata una caserma dei Carabinieri, l'attuale scuola di Sanità Militare in via Tripoli), trovando allora ricovero nella villa del marchese Eugenio Gondi, nel luogo detto in Polverosa e vi restarono fino al 1884, per poi spostarsi a Montughi.

### Il nuovo monastero

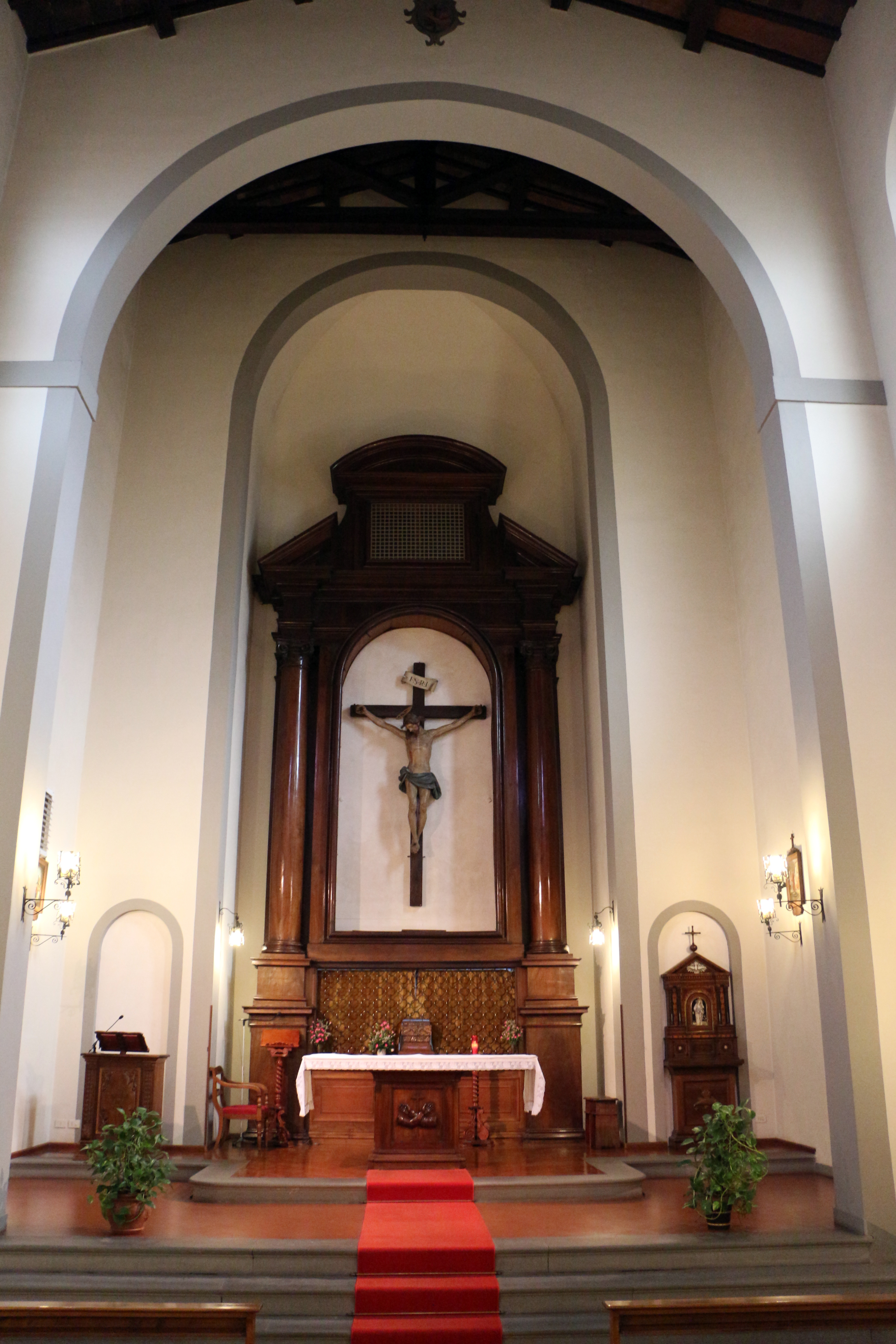
Interno dell'oratorio

Le suore si stabilirono in un'antica villa di proprietà dei Carducci nel 1884, grazie all'interessamento di varie famiglie nobili, riunendosi alle Benedettine Sivestrine, provenienti dall'ex-monastero di San Silvestro in Borgo Pinti. Fra il 1888 ed il 1890 venne costruita una chiesetta, arredata con gli altari lignei provenienti dal precedente convento. 
Il monastero di Montughi fu ristrutturato negli anni settanta quando, per tutto il periodo dei lavori, le suore si trasferirono a Borgo San Lorenzo, nel convento di san Carlo, e tornarono a Montughi nel 1972. 
Nel 1994 la comunità religiosa si riunì con le Cappuccine di Sansepolcro, il cui monastero era stato tra i più antichi dell'intero ordine (fondato nel 1619). 
Nella chiesa oggi si trovano l'Immacolata Concezione fra i santi Francesco d'Assisi e Chiara di Agostino Veracini, la Sacra Famiglia di Ottaviano Dandini, Santa Marta della scuola di Pietro da Cortona ed un tabernacolo ligneo col Buon Pastore (1889). Nel coro, un Crocifisso ligneo cinquecentesco nella maniera di Baccio da Montelupo. 
All'interno del monastero, il Redentore entro un'edicola finemente intagliata.